# Heinrich Herm
Heinrich Herm, Pseudonym für Henri Legras (* 28. September 1882 in Rouen; † 1. November 1948 in Freiburg im Üechtland), war ein französischer Jurist und Schriftsteller.

## Leben
Herm stammte aus einer alten großbürgerlichen Familie. Er studierte in Frankreich Jura und konnte dieses Studium erfolgreich mit einer Promotion abschließen. Anschließend habilitierte er sich und wurde 1912 als Prof. für Recht und Rechtsgeschichte nach Freiburg (Schweiz) berufen.
1914 heiratete er die deutsche Staatsbürgerin Gertrud Schlesinger und ließ sich mit ihr in Delley-Portalban nieder. Neben seinen wissenschaftlichen Arbeiten begann Herm nun auch literarisch zu arbeiten und konnte 1926 mit seinem Roman Dome im Feuer debütieren. Darin thematisierte er – unter dem Eindruck des Ersten Weltkriegs – einen möglichen Frieden in Europa und speziell die Aussöhnung Frankreichs mit Deutschland.
Als Herm am 1. November 1948 im Alter von 66 Jahren starb, war er als Schriftsteller nahezu vergessen, obwohl gerade seine ersten Veröffentlichungen vom Publikum wie auch von der offiziellen Literaturkritik hochgelobt worden waren.

## Werke (Auswahl)
- Sachbuch
  - Grundriß der schweizerischen Rechtsgeschichte. Schulthess Verlag, Zürich 1935.

- Belletristik
  - Als die Normandie noch ein Museum war (unveröffentlicht)
  - Begegnung im Urwald. Francke Verlag, Bern 1934.
  - Dämon Meer. Roman. Verlag Grote, Berlin 1927.
  - Die Dämonen des Djemaa el Fnaa. Ein Eheroman. Francke Verlag, Bern 1943.
  - Dome im Feuer. Werdegang eines Europäers. Verlag Grote, Berlin 1926. (Digitalisat)
  - Kapitän Hagedorns Fahrt ins Licht. Francke Verlag, Bern 1944.
  - Die Mitgift. Ein Kriminalroman. Francke Verlag, Bern 1941.
  - Moira. Roman. Verlag Grote, Berlin 1932.
  - Die Trikolore. Roman. Francke Verlag, Bern 1937.